# FS5 Sotsugyō
Pour les articles homonymes, voir Sotsugyō et Graduation.
Albums de la série Folk Songs
FS4 Folk Songs 4
(2003)
Albums par Yūko Nakazawa
Dai Nishō ~Tsuyogari~
(2004)
Albums par Maki Gotō
2 Paint It Gold
(2004) 3rd Station
(2005)
Albums par Aya Matsūra
X3
(2004) Matsuura Aya Best 1
(2005)
FS5 Sotsugyō (FS5 卒業, ou Sotsugyo ; sous-titré Graduation), également appelé FS5 Graduation ou Folk Songs 5, est un album de reprises de chansons de genre folk sorti en 2004, interprété par divers chanteuses du Hello! Project (Yūko Nakazawa, Natsumi Abe, Kei Yasuda, Maki Gotō, Aya Matsūra, et Country Musume en trio).

## Présentation
L'album sort le 25 février 2004 au Japon sous le label Piccolo Town, dans le cadre du Hello! Project. Il atteint la 36e place du classement de l'Oricon, et reste classé pendant trois semaines. Il restera le dernier album de la série Folk Songs.
Il contient douze reprises de chansons de genre folk (deux de Simon & Garfunkel et dix de divers artistes japonais de diverses époques), ré-interprétées sur l'album en solo (pour la plupart), en duo ou en groupe par huit chanteuses du Hello! Project : 
- la soliste Yūko Nakazawa sur quatre des titres, ex-membre du groupe Morning Musume, qui avait déjà participé à quatre albums similaires sortis durant les deux années précédentes : Folk Songs, Folk Songs 2, Folk Songs 3 et Folk Songs 4 ;
- la soliste Natsumi Abe sur trois des titres, qui venait de quitter Morning Musume ;
- Kei Yasuda sur trois des titres, autre "ex" qui avait déjà participé à Folk Songs 4 ;
- la soliste Maki Gotō sur trois des titres, qui avait déjà participé à Folk Songs 3 ;
- la soliste Aya Matsūra sur trois des titres, qui avait déjà participé à Folk Songs 2 ;
- les trois chanteuses du groupe Country Musume (sans Konno to Fujimoto) : Asami Kimura, Mai Satoda et Miuna Saitō, sur deux des titres.

Une reprise de Momen no Handkerchief par Yūko Nakazawa figurait déjà sur Folk Songs 2, et une reprise de Sotsugyō Shashin par Maki Gotō sur FS3 Folk Songs 3.

## Liste des titres
| 1.  | Omoide ga Ippai (想い出がいっぱい)           | Natsumi Abe (original : H20, le groupe japonais) |  |
| 2.  | Seifuku (制服)                               | Country Musume (original : Seiko Matsuda)        |  |
| 3.  | Ii Hi Tabidachi (いい日旅立ち)               | Maki Gotō (original : Momoe Yamaguchi)           |  |
| 4.  | Nagori Yuki (なごり雪)                       | Aya Matsūra (original : Iruka)                   |  |
| 5.  | Momen no Handkerchief (木綿のハンカチーフ)   | Yūko Nakazawa (original : Hiromi Ota)            |  |
| 6.  | Best Friend                                  | Kei Yasuda (original : Kiroro)                   |  |
| 7.  | Mrs. Robinson (ミセス・ロビンソン)           | Nakazawa & Abe (original : Simon & Garfunkel)    |  |
| 8.  | Scarborough Fair (スカポロー・フェア)        | Aya Matsūra (original : Simon & Garfunkel)       |  |
| 9.  | Kyō no Hi wa Sayonara (今日の日はさようなら) | Kei Yasuda (original : Ryoko Moriyama)           |  |
| 10. | Gakusei Jidai (学生時代)                     | Yūko Nakazawa (original : Peggy Hayama)          |  |
| 11. | Sotsugyō Shashin (卒業写真)                  | Maki Gotō (original : Hi-Fi Set, puis Yumi Arai) |  |
| 12. | Boku no Suki na Sensei (ぼくの好きな先生)    | Toutes les huit (original : RC Succession)       |  |